# 의령 남극인 소장 천문학 관련 문헌자료
의령 남극인 소장 천문학 관련 문헌자료(宜寧 南極人 所臧 天文學 關聯 文獻資料)는 대한민국 경상남도 의령군에 있는, 조선시대 문인인 태소 남극인(1770∼1840) 선생이 소장하고 있던 책이다. 1997년 12월 31일 경상남도의 문화재자료 제242호로 지정되었다.

## 개요
조선시대 문인인 태소 남극인(1770∼1840) 선생이 소장하고 있던 책이다.
『성좌도』와『중성기』는 비록 남극인이 제작한 것은 아니지만 조선시대의 조상들이 천문학을 어떻게 이해하고 있었는지를 살피는 중요한 자료가 되고 있다.『태소유집』은 선생이 앞서 두 책을 바탕으로 실제 천문을 관측한 결과를 밝혀놓은 부분이 있어 중요한 자료가 되고 있다.

## 참고 문헌
- 의령 남극인 소장 천문학 관련 문헌자료 - 국가유산청 국가유산포털